# Tràgia
Tràgia, també anomenat Tragiæ, Tragaeae o Tragæa, és una petita illa prop de la costa sud de Samos, a la rodalia de la qual Pèricles va derrotar la flota de Samos el 440 aC.